# Echeandia oaxacana
Echeandia oaxacana är en sparrisväxtart som beskrevs av Robert William Cruden. Echeandia oaxacana ingår i släktet Echeandia och familjen sparrisväxter. Inga underarter finns listade i Catalogue of Life.